# سیارک ۸۷۰۳
سیارک ۸۷۰۳ (به انگلیسی: 8703 Nakanotadao، نامگذاری:1993XP1) هشت هزار و هفتصد و سومین سیارک کشف شده‌است که در ۱۵ دسامبر ۱۹۹۳ کشف شد.
قدر مطلق سیارک برابر ۱۷.۸ است.